# Carpinus shensiensis
Carpinus shensiensis ist ein kleiner Baum aus der Gattung der Hainbuchen (Carpinus) mit rötlich braunen, dicht flaumig behaarten Zweigen und Laubblättern mit kahler Oberseite und entlang der Adern spärlich behaarter Unterseite. Das natürliche Verbreitungsgebiet der Art liegt in China.

## Beschreibung
Carpinus shensiensis ist ein bis zu 15 Meter hoher Baum mit dunkelgrauer Rinde. Die Zweige sind rötlich braun und anfangs dicht flaumhaarig. Die Laubblätter haben einen 7 bis 17 Millimeter langen, dicht flaumhaarigen Stiel. Die Blattspreite ist 6 bis 9 Zentimeter lang, 3 bis 4,5 Zentimeter breit, länglich oder verkehrt-eiförmig-länglich, mit spitzem oder zugespitztem Ende, herzförmiger oder manchmal mehr oder weniger abgerundeter Basis und einem regelmäßig doppelt fein gesägten Blattrand. Es werden 14 bis 16 Nervenpaare gebildet. Die Blattoberseite ist kahl und dicht mit punktförmigen Drüsen besetzt, die Unterseite ist entlang den Blattadern spärlich flaumhaarig und hat Achselbärte.
Die weiblichen Blütenstände sind 7 bis 9 Zentimeter lang bei Durchmessern von 4 bis 4,5 Zentimetern. Die Blütenstandsachse ist 1,5 bis 3 Zentimeter lang, dicht flaumhaarig und mit wenigen langen Haaren durchsetzt. Die Tragblätter sind 2,5 bis 3 Zentimeter lang, 1 bis 1,2 Zentimeter breit, „halb-eiförmig“ mit zugespitztem Ende. Der äußere Blattrand ist unregelmäßig gezähnt ohne basalem Lappen, der innere Teil ist ganzrandig und hat ein eingerolltes basales Blattöhrchen. Die Blätter haben vier oder fünf Blattadern erster Ordnung und sind entlang der Adern zottig behaart. Die netzartig angeordneten Adern sind vorstehend. Als Früchte werden etwa 4 Millimeter lange, 3 Millimeter breite, breit eiförmige, deutlich gerippte und an der Spitze zottig behaarte und sonst kahle Nüsschen gebildet, die spärlich mit braunen Harzdrüsen bedeckt sind. Carpinus shensiensis blüht von Mai bis Juni, die Früchte reifen von Juli bis August.

## Vorkommen und Standortansprüche
Das natürliche Verbreitungsgebiet liegt im Süden der chinesischen Provinzen Gansu und Shaanxi. Die Art wächst in Wäldern der gemäßigten Zone in 800 bis 1000 Metern Höhe.

## Systematik
Carpinus shensiensis ist eine Art aus der Gattung der Hainbuchen (Carpinus). Diese wird in der Familie der Birkengewächse (Betulaceae) der Unterfamilie der Haselnussgewächse (Coryloideae) zugeordnet. Die Art wurde 1948 vom chinesischen Botaniker Hu Xiansu erstmals wissenschaftlich beschrieben. Der Gattungsname Carpinus stammt aus dem Lateinischen und wurde schon von den Römern für die Hainbuche verwendet.

## Nachweise